# Mycopsylla obliqua
Mycopsylla obliqua är en insektsart som beskrevs av Jennifer L. Hollis och Broomfield 1989. Mycopsylla obliqua ingår i släktet Mycopsylla och familjen Homotomidae. Inga underarter finns listade i Catalogue of Life.